# Операция „Маратон“
Вижте пояснителната страница за други значения на Маратон.
Операция „Маратон“ е кодово име на план на Държавна сигурност за кражба на оригиналния ръкопис на „История славянобългарска“ от Зографския манастир през 1985 г. Операцията е подготвяна изключително дълго. Истината около провеждането ѝ става публична много по-късно, след като журналистът Христо Христов открива в архивите на ДС плановете и отчетите за нея.

## Провеждане
Самата операция се провежда от отдел 14 „Културно-историческо разузнаване“ на Държавна сигурност. Целта на операцията е да се подмени оригиналът на ръкописа с фалшификат. Тя е подготвена в продължение на 10 години от 1972 до 1982 г. Самата операция стартира през 1982 г. През декември 1984 г. офицерът от разузнаването Христо Маринчев заминава за Зографския манастир в Атон, но достига само до Солун, тъй като гръцките власти му отказват достъп до полуострова. Легендата на офицера е на заместник-председател на Комитета по църковните въпроси на Българската православна църква, а всъщност е заместник-началник на отдел 14, отговарящ за културно-историческото разузнаване в Гърция и Кипър. След неуспешния опит през декември 1985 г. за участници в операцията са определени служителите на Първо главно управление, легендирани като първи секретари в българското посолство в Атина – Иван Генев и Венцислав Агайн. На тях им помага служителят от посолството в Атина Динко Пехливанов. Агайн изнася ръкописа под дрехата си и го занася в генералното консулство на България в Солун. Оттам е препратен в посолството в Атина, откъдето с дипломатическа поща е изпратен в България. Ролята на Пехливанов е на т.нар. „чист човек“, който не подозира за действията на другите. Той разбира за кражбата едва след напускането на манастира.

## Разкриване и връщане
През 90-те години на XX век този оригинал се пази в касата на ръководителя на българското разузнаване. За това се разбира след встъпването в длъжност на президента Петър Стоянов, който оправдава най-непопулярния си акт по връщането на оригинала на „История славянобългарска“ с „комунистическата пропаганда“ от принципни патриотични позиции. Петър Стоянов заявява, че 
| „ | „нашите доблестни разузнавачи“ говорят така, все едно, че са крали от супермаркет | “ |

.
Оригиналът на „История славянобългарска“ е върнат в манастирската библиотека на 12 януари 1998 г.
Междувременно се разбира и че в Гърция се води дело за кражба с оглед юрисдикцията на Света Гора, въпреки че духовно е под опеката на вселенския патриарх Вартоломей I.